# Afrosimulium
Afrosimulium is een muggenondergeslacht uit de familie van de kriebelmuggen (Simuliidae). De wetenschappelijke naam van het ondergeslacht is voor het eerst geldig gepubliceerd in 1969 door Crosskey (als geslacht).

## Soorten
De volgende soorten zijn bij het geslacht ingedeeld:
- Simulium gariepense De Meillon, 1953[3]